# Edgar Savisaar
Edgar Savisaar (Harku, 31 mei 1950 – Tallinn, 29 december 2022) was een Estisch politicus. Hij was de eerste minister-president van de Republiek Estland en jarenlang burgemeester van Tallinn. Hij was tot in 2016 de politiek leider van de Estse Centrum Partij.

## Biografie
Savisaar studeerde geschiedenis aan de Universiteit van Tartu, waar hij in 1973 afstudeerde. Tussen 1980 en 1985 was hij voorzitter van de planningscommissie van het militaire sovjetdistrict Tallinn. Daarna was hij nog drie jaar hoofd van de nationale planningscommissie van de Estische Socialistische Sovjetrepubliek. In 1989 werd Savisaar vicevoorzitter van de Opperste Sovjet van de Estische SSR en in 1990 werd hij benoemd tot minister van Economische Zaken. Hij was in 1988 mede-oprichter van het Volksfront voor Estland, een beweging die Michail Gorbatsjov en zijn politiek van glasnost en perestrojka steunde, maar al snel uitgroeide tot een Estse onafhankelijkheidsbeweging.
Nadat op 18 maart 1990 de eerste vrije verkiezingen voor de Opperste Sovjet van Estland hadden plaatsgevonden, werd Savisaar verkozen tot de eerste minister-president van Estland. Vervolgens was hij tussen 1992 en 1995 vicevoorzitter van de Riigikogu en in 1995 werd hij minister van Binnenlandse Zaken. Als minister van Binnenlandse Zaken was hij betrokken bij een afluisterschandaal. Hij gaf toe prominente politici te hebben afgeluisterd maar weigerde af te treden, omdat dit naar eigen zeggen niet ongebruikelijk was. Savisaar werd uiteindelijk ontslagen door minister-president Vähi en het kabinet viel. Wel bleef Savisaar tot 2001 lid van de Riigikogu. Tussen 2001 en 2004 was hij burgemeester van Tallinn. in 2005 werd hij opnieuw minister, ditmaal van Economische Zaken en Communicatie, in het eerste kabinet van Andrus Ansip. In 2007 werd Savisaar opnieuw benoemd tot burgemeester van Tallinn, welke post hij tot in 2015 bekleedde. Hij werd opgevolgd door Taavi Aas.
Bij de Europese verkiezingen van 2009 werd Savisaar verkozen tot lid van het Europees Parlement, maar hij nam zijn zetel nooit in. Hij gaf deze in plaats daarvan door aan zijn toenmalige echtgenote, Vilja Savisaar-Toomast.
Hij overleed op 29 december 2022.

### Persoonlijk leven
Savisaar is drie keer gescheiden. Hij had twee zoons en twee dochters.

## Onderscheidingen
- Orde van het Rijkswapen, Tweede klasse (2001)
- Orde van de Drie Sterren (2005)
- Orde van het Rijkswapen, Eerste klasse (2006)
- Wapen van Tallinn (2007)

- Gemeinsame Normdatei: 130190969
- International Standard Name Identifier: 0000 0000 2803 0106
- Library of Congress Control Number: n90710009
- Nationale Bibliotheek van Letland: 000296963
- Virtual International Authority File: 6032752
- WorldCat: E39PBJrKWtBDHvxgRDjkdHJFKd